# Ikeda Riyoko
Ikeda Riyoko (池田 理代子 (Trì-Điền Lý-Đại-Tử)), sinh ngày 18 tháng 12 năm 1947 tại Osaka, Nhật Bản, là một họa sĩ truyện tranh người Nhật Bản, đồng thời cũng là một ca sĩ. Bà thuộc nhóm Year 24 Group. Ikeda Riyoko là một trong những họa sĩ truyện tranh nổi tiếng nhất vào những năm 70 của thế kỉ trước, được biết đến nhiều nhất với tác phẩm Hoa hồng Véc-xây, nhưng sau đó đã từ bỏ sự nghiệp vẽ truyện tranh để theo đuổi nghề ca sĩ. Bà trở lại với nền công nghiệp truyện tranh vào năm 1999 với tư cách một người viết kịch bản. Với việc sử dụng khung cảnh nước ngoài và những nhân vật nữ giả trai đã mang đến cho tác phẩm Rose of Versailles và Mado no Orpheus của Ikeda Riyoko những thành công to lớn.

## Tiểu sử
Ikeda Riyoko đã viết và vẽ minh họa cho rất nhiều shojo manga, trong số đó có nhiều tác phẩm được dựa trên những sự kiện lịch sử, ví dụ như cuộc Cách mạng Pháp hay cuộc Cách mạng Nga. Tác phẩm nổi tiếng nhất của bà là The Rose of Versailles (ベルサイユのばら Berusaiyu no bara) hay còn được biết đến như Lady Oscar tại châu Âu. Bộ truyện dựa trên cuộc Cách mạng Pháp này đã được dựng thành nhiều vở nhạc kịch ở nhà hát Takarazuka, dựng thành anime và thành phim. Tác phẩm gần đây nhất của Ikeda Riyoko là Der Ring des Nibelungen. Đây là phiên bản truyện tranh của vở opera dựng bởi Richard Wagner.

## Tác phẩm
- Bara Yashiki no Shōjo
- Soyo Kaze no Mary
- The Rose of Versailles
- Shōko no Etude
- Claudine
- Oniisama e
- Orpheus no Mado
- Jotei Ecatherina
- Eikou no Napoleon – Eroica
- Der Ring des Nibelungen
- Spring Snow (Haru no Yuki)
- Ten no Hate Made - Poland Hishi
- Ayako
- Epitaram: A Wedding Song (manga)